# Fanny Wadling
Fanny Wadling, född den 23 maj 1997 i Nacka, är en svensk basketspelare som spelar för det svenska basketlaget Luleå.

## Biografi
Fanny Wadlings moderklubb är Skuru och hon spelar sedan 2021 för Luleå. Hon representerar även det svenska landslaget där hon debuterade 2021.